# Iulian Arba
Iulian Arba (ur. 20 lipca 1989 w Bukareszcie) – rumuński wioślarz.

## Osiągnięcia
- Mistrzostwa Świata Juniorów – Amsterdam 2006 – ósemka – 6. miejsce[1].
- Mistrzostwa Świata Juniorów – Pekin 2007 – ósemka – 6. miejsce[1].
- Mistrzostwa Świata U-23 – Račice 2009 – czwórka podwójna – 15. miejsce[1].
- Mistrzostwa Europy – Brześć 2009 – ósemka – 6. miejsce[1].